# بيتر وارد
بيتر وارد (بالإنجليزية: Peter Ward)‏ (و. 1949 – م) هو إحاثي، وأكاديمي، وكاتب، من الولايات المتحدة الأمريكية، ولد في سياتيل، واشنطن.

## مناصب وهيئات
أدار جامعة واشنطن.